# Десятая авеню
Десятая авеню (англ. Tenth Avenue) — улица в районе Вест-Сайд боро Манхэттен. Между 59-й и 190-й улицами авеню носит название Амстердам-авеню (англ. Amsterdam Avenue).

## География
Десятая авеню берёт начало в Мясоразделочном квартале. Десятая авеню начинается в Мясоразделочном квартале и заканчивается на самом северном окончании Манхэттена, переходя в Бродвей. На всём протяжении улицы движение одностороннее, направленное с юга на север за исключением участка между Одиннадцатой авеню и 14-й улицей, где оно направлено с севера на юг. Движение по Амстердам-авеню также одностороннее и направлено на север вплоть до 110-й улицы, где оно становится двусторонним.
Напротив кампуса Иешива-университета между 184-й и 186-й улицами количество полос сокращается с четырёх до двух. Выше 190-й улице улица носит название Форт-Джордж-авеню (англ. Fort George Avenue). Улица прерывается Хайбридж-парком и продолжается от северного окончания магистрали Гарлем-Ривер-драйв до пересечения 218-й улицы и Бродвея на самом севере Манхэттена.

## История
Улица была проложена в соответствии с генеральным планом развития Манхэттена, принятым в 1811 году. Она проходит через районы Челси, Адская кухня, Верхний Вест-Сайд, Гарлем и Вашингтон-Хайтс. Большинство из них вплоть до относительно недавнего времени оставались неблагополучными.
Участок, позднее названный Амстердам-авеню, был проложен в 1816 году. Своё нынешнее название он получил в 1890 году по инициативе местных жителей, посчитавших, что оно положительным образом скажется на привлекательности района.
Изначально Десятая и Амстердам-авеню были двусторонними. Однако 6 ноября 1948 года участок к югу от пересечения с Бродвеем на 71-й улице был переведён на одностороннее движение. Остальной участок улицы был переведён на одностороннее движение 6 декабря 1951 года. К северу от 110-й улицы движение по-прежнему двустороннее.
К концу XX столетия стоимость жилья на участке улицы с 59-й по 96-ю улицу стала одной из наиболее высоких в городе.